# Haters
"Haters" é uma canção do grupo americano TLC, para o seu quinto álbum de estúdio, TLC (2017). Foi lançado em 26 de outubro de 2016, no Japão e 01 de novembro de 2016 na Nova Zelândia. A música foi lançada mais tarde como o segundo single do álbum em 5 de maio de 2017, em outros países. A música foi escrita por Michael Busbee, Daniel Ullman, Bryan Jarett e Maureen McDonald.

## Antecedentes e promoção
Em 26 de outubro de 2016, o TLC lançou dois singles "Joyride" e "Haters" exclusivamente no Japão como acompanhamento para promover seu quinto álbum de estúdio, TLC. "Joyride" disparou para o número um na parada do iTunes no Japão após seu lançamento. Em 1 de novembro de 2016, a música foi lançada na Nova Zelândia. A música foi lançada antes como "We Don't Care About That Anyway" pelas irmãs Rosso em 2014.

## Recepção crítica
A música foi recebida com críticas positivas dos críticos. A Billboard fez uma resenha positiva da música "No mês passado, Chilli e T-Boz dividiram o primeiro single do álbum, a colaboração "Way Back" com Snoop Dogg. E agora elas têm outra música nova. Essa é chamada de "Haters" e como seu hit "Unpretty" de 1999, é uma espécie de hino de auto-capacitação, um chamado para parar de ouvir qualquer crítica que as pessoas possam ter. A produção é um retrocesso também para o retro futurístico do estilo final dos anos 90." HotNewHipHop chamou a faixa de "hino empoderador" afirmando que "Trazer o título à vida, T-Boz & Chilli chamam seus "haters" e pessimistas neste novo single, enquanto promovem a autoconfiança no processo. "haters vão odiar / Pessoas vou dizer o que eles vão dizer / Nós não nos importamos com isso de qualquer maneira", cantam elas."

## Faixas
| Download digital |          |         |  |
| N.º              | Título   | Duração |  |
| 1.               | "Haters" | 2:40    |  |

## Histórico de lançamento
| País          | Data                  | Formato          | Gravadora          | Ref.  |
| ------------- | --------------------- | ---------------- | ------------------ | ----- |
| Japão         | 26 de outubro de 2016 | Download digital | Warner Music Japão | [ 2 ] |
| Nova Zelândia | 1 de novembro de 2016 | Download digital | Liberator Music    | [ 5 ] |
| Reino Unido   | 5 de maio de 2017     | Download digital | Cooking Vinyl      | [ 1 ] |